# ديفيد بال (موسيقي)
ديفيد بال (بالإنجليزية: David Ball)‏ هو موسيقي بريطاني، ولد في 3 مايو 1959 في بلاكبول في المملكة المتحدة.

## وصلات خارجية
- ديفيد بال على موقع ميوزك برينز (الإنجليزية)
- ديفيد بال على موقع أول ميوزيك (الإنجليزية)
- ديفيد بال على موقع ديسكوغز (الإنجليزية)